# Renata Cedeño
Renata Cedeño Laya (* im 20. Jahrhundert in La Guaira) ist eine venezolanische Komponistin.

## Leben und Wirken
Die Enkeltochter des Komponisten José Clemente Laya hatte bereits im Alter von vier Jahren Musikunterricht in der Schule ihrer Großmutter Maria Luisa Mimó. Sie studierte später Komposition, Klavier, Kammermusik und Schlagzeug an der Conservatorio Nacional Juan José Landaeta sowie an der Universidad Central de Venezuela. Sie organisiert für Yamaha Music Akademien in Costa Rica, Panama, Kolumbien, Venezuela und Peru.

## Werke
- Orinoquía für Klavier zu vier Händen, 1991
- Kupayé für Orchester, 2006

| Personendaten    | Personendaten                            |
| ---------------- | ---------------------------------------- |
| NAME             | Cedeño, Renata                           |
| ALTERNATIVNAMEN  | Cedeño Laya, Renata (vollständiger Name) |
| KURZBESCHREIBUNG | venezolanische Komponistin               |
| GEBURTSDATUM     | 20. Jahrhundert                          |
| GEBURTSORT       | La Guaira                                |